# Stetsasonic
Stetsasonic ist eine US-amerikanische Hip-Hop-Gruppe, die 1981 in Brooklyn gegründet wurde. Sie sind bekannt als eine der ersten Hip-Hop-Crews, die Live-Musiker einsetzten. Ihre positiven Texte und ihr früher Gebrauch von Jazz-Samples machten sie zu wichtigen Vorläufern des Alternative Hip-Hop und des Jazz-Rap.

## Werdegang
Die sechs Mitglieder Prince Paul, Wise, DBC, Daddy O, Delite und Frukwan formierten sich zunächst als die Stetson Brothers, änderten jedoch für ihr Debütalbum On Fire (1986) den Namen in Stetsasonic. Die Reaktionen der Kritiker waren durchwachsen, die Nachfolger Full Gear (1988) und Blood, Sweat & No Tears (1991) jedoch wurden in den Rezensionen gefeiert.
Full Gear enthielt die beiden bekanntesten Stücke der Gruppe, Talkin’ All That Jazz und Sally.
Talkin’ All That Jazz basiert auf der Bassline des Jazz-Funk-Stücks Expansions (1974) von Lonnie Liston Smith & The Cosmic Echoes und einem Sample des Jazz-Trompeters Donald Byrd. In selbstbezüglicher Weise verteidigt der Text ebendiese Art, aus Versatzstücken älterer Musik etwas musikalisch Neues zu schaffen, gegen die damals verbreitete Kritik von Samples als „Diebstahl“.
Bald nach der Veröffentlichung von Blood, Sweat & No Tears (1991) zerfiel die Gruppe. Prince Paul, der sich bereits durch die Produktion des Debütalbums 3 Feet High And Rising von De La Soul einen sehr guten Ruf erworben hatte, begann eine Karriere als Produzent; ebenso Daddy O, der unter anderem für Mary J. Blige und die Red Hot Chili Peppers arbeitete. Frukwan und Prince Paul waren beide bei den Gravediggaz tätig.
Am 13. August 2021 veröffentlichten sie die EP (Now Y’all Giving Up) Love.

## Diskografie

### Studioalben
| On Fire                 | - Veröffentlicht: Dezember 1986 - Label: Tommy Boy/Warner - Format: CD, LP, Cassette, digital download   | 32 |
| In Full Gear            | - Veröffentlicht: 21. Juni 1988 - Label: Tommy Boy/Warner - Format: CD, LP, Cassette, digital download   | 20 |
| Blood, Sweat & No Tears | - Veröffentlicht: 5. Februar 1991 - Label: Tommy Boy/Warner - Format: CD, LP, Cassette, digital download | 75 |

### EPs
|                                         | Titel                                                                                             | Details | Tracklistings |
| People in the Neighborhood 1991-1994 EP | - Veröffentlicht: 1. April 1 2016 - Label: Chopped Herring Records - Format: LP (Limited Edition) | 1. "Big Up" 2. "Funk Around" 3. "Strawberry Letter" (featuring The Brothers Johnson) 4. "Check da Styles" 5. "People in the Neighborhood" 6. "Give It to Me" |               |
| (Now Y'all Giving Up) Love              | - Veröffentlicht: 13. August 2021 - Label: Chopped Herring Records - Format: LP (Limited Edition) | 1. "Big Up" 2. "Funk Around" 3. "Strawberry Letter" (featuring The Brothers Johnson) 4. "Check da Styles" 5. "People in the Neighborhood" 6. "Give It to Me" |               |

### Singles

#### Als Lead Artists
| "Just Say Stet"                                                                       | 1985 | —  | —  | —  | —  | —   | On Fire                 |
| "Go Stetsa I"                                                                         | 1986 | —  | —  | —  | —  | —   | On Fire                 |
| "Faye"                                                                                | 1986 | —  | —  | —  | —  | —   | On Fire                 |
| "A.F.R.I.C.A." (featuring The Rev. Jesse Jackson & Olatunji and the Drums Of Passion) | 1987 | —  | —  | —  | —  | —   | Non-album single        |
| "Sally"                                                                               | 1988 | —  | 25 | —  | —  | 100 | In Full Gear            |
| "Talkin’ All That Jazz"                                                               | 1988 | 22 | 34 | —  | —  | 73  | In Full Gear            |
| "Float On" (featuring Force MDs)                                                      | 1988 | —  | 56 | 24 | 91 | 91  | In Full Gear            |
| "A.F.R.I.C.A." (re-issue)                                                             | 1990 | —  | —  | —  | —  | 81  | Non-album single        |
| "Speaking of a Girl Named Suzy"                                                       | 1990 | —  | —  | —  | —  | —   | Blood, Sweat & No Tears |
| "No B.S. Allowed"                                                                     | 1991 | —  | —  | —  | —  | —   | Blood, Sweat & No Tears |
| "So Let the Fun Begin"                                                                | 1991 | —  | —  | —  | —  | —   | Blood, Sweat & No Tears |
| "Talkin’ All That Jazz (Dimitri from Paris Remixes)"                                  | 1998 | —  | —  | —  | —  | 54  | Non-album single        |
| "The Hip Hop Band"                                                                    | 1998 | —  | —  | —  | —  | —   | Non-album single        |
| "—" denotes a recording that did not chart or was not released in that territory.     |      |    |    |    |    |     |                         |

### Als featured Artists
| Titel                                                        | Jahr | Höchste Chart-Platzierung | Höchste Chart-Platzierung | Höchste Chart-Platzierung | Höchste Chart-Platzierung | Höchste Chart-Platzierung | Auszeichnungen | Album            |
| Titel                                                        | Jahr | US Dance                  | US R&B                    | US Rap                    | NZ                        | UK                        | Auszeichnungen | Album            |
| ------------------------------------------------------------ | ---- | ------------------------- | ------------------------- | ------------------------- | ------------------------- | ------------------------- | -------------- | ---------------- |
| "Self Destruction" (als Teil von Stop the Violence Movement) | 1989 | — 1                       | 30                        | 1                         | 33                        | 75                        | - RIAA: Gold   | Non-album single |

#### Gastauftritte
| Titel               | Jahr | Weitere Künstler | Album                 |
| ------------------- | ---- | ---------------- | --------------------- |
| "I Ain't Making It" | 1989 | —                | Lean on Me Soundtrack |